# Proletaryat

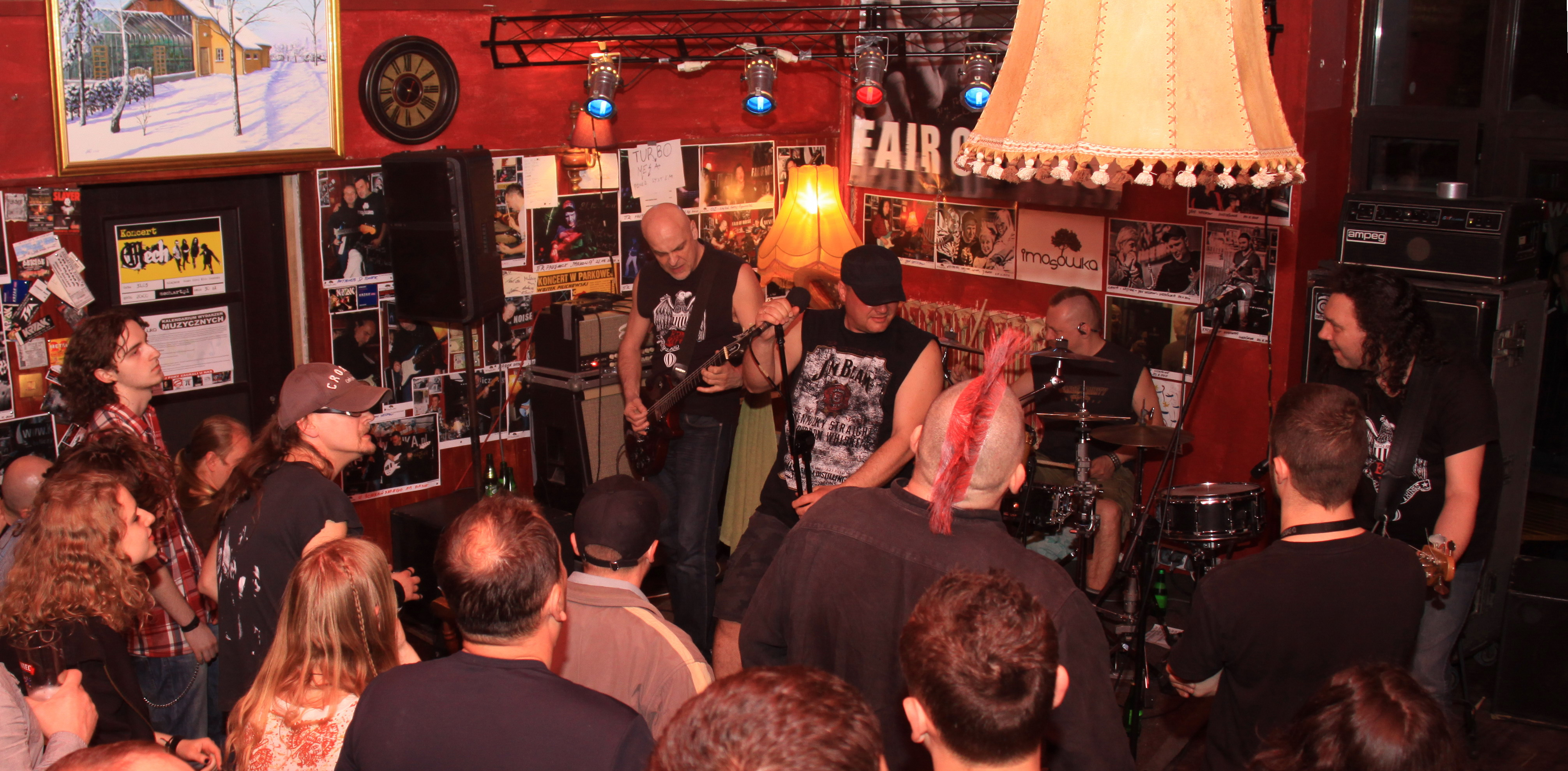
„Proletaryat” – koncert w klubie „Imosówka” w Busku-Zdroju, 27 kwietnia 2012

Proletaryat – polski zespół rockowy z Pabianic.

## Historia
Powstał w listopadzie 1987, założony przez byłych muzyków grup: Zero i Nev: wokalistę Tomasza Olejnika, gitarzystę Jarosława Siemienowicza, basistę Dariusza Kacprzaka i perkusistę Roberta Szymańskiego, którego wkrótce zastąpił Zbigniew Marczyński. Muzycy zadebiutowali w maju 1988, biorąc udział w jednym z lokalnych przeglądów. W 1989 zakwalifikowali się do festiwalu w Jarocinie, w którym wystąpili zdobywając Nagrodę Publiczności i Nagrodę Dziennikarzy. W tym samym roku dokonali pierwszych nagrań, które ukazały się w Polsce (Kaszana Warsaw Factory) i we Francji (RIT Rec.) na kasecie Revolt (wydawnictwo wznowiono na CD w listopadzie 2003). Nagrania zespołu zainteresowały realizatora Andrzeja Puczyńskiego, który zaproponował muzykom nagranie płyty. W 1990 zespół wystąpił ponownie na festiwalu w Jarocinie, gdzie zdobył 3 nagrody (publiczności, organizatorów i dziennikarzy). Jeszcze przed występem na festiwalu grupa rozpoczęła prace nad debiutanckim albumem Proletariat, który ukazał się w roku następnym. Jesienią muzycy przystąpili do rejestracji kolejnej płyty Proletaryat, która również ukazała się w roku następnym. W październiku 1991 Proletaryat wystąpił w poznańskiej hali „Arena”. Koncert ten ukazał się dwa lata później na kasecie Proletaryat in Concert.
W 1992 zespół po raz kolejny pojechał na festiwal do Jarocina, gdzie wystąpił z nowym perkusistą Piotrem Pniakiem. Na wiosnę 1993 muzycy przystąpili do nagrań kolejnej płyty Czarne Szeregi, która ukazała się jesienią. Trasę promocyjną albumu Proletaryat zagrał wspólnie z zespołem Vader. Koncerty udokumentował album Tour 1993, który został wydany w 1994. W listopadzie tego samego roku ukazała się kolejna studyjna płyta zespołu IV, promowana trasą z zespołem Gdzie Cikwiaty. Jesienią następnego roku do zespołu powrócił Szymański, a także dołączył drugi gitarzysta Piotr Zalewski. W tym składzie zespół zagrał trasę u boku Vadera, Sweet Noise i Testora. Na początku 1996 Zalewski opuścił zespół, a Szymańskiego ponownie zastąpił Piotr Pniak. Jako kwartet zespół nagrał płytę Zuum, która ukazała się na jesieni. Przed końcem roku Pniaka zastąpił Robert Hajduk. W marcu 1997 w dziesiątą rocznicę powstania Proletarytu muzycy wydali płytę The Best of..., zawierającą nagrania z całego okresu działalności.
W 1999 ukazał się album Made in U.S.A., na którym pojawił się drugi gitarzysta Ireneusz Zugaj. Jesienią 2003 na 15-lecie istnienia zespołu ukazał się na CD materiał z kasety Revolt jako REVOLT (Special Edition 2003) uzupełniony dodatkowymi nagraniami dokonanymi na czasie. W 2006 ukazały się płyty ReC i Recycling. W tym samym roku odszedł z zespołu Jarosław Siemieniowicz, którego zastąpił Konrad „Wołowina” Jeremus. W 2008 Jeremusa zastąpił Wiktor Daraszkiewicz (wcześniej współpracujący z zespołem Rezerwat).
We wrześniu 2010 roku ukazała się kolejna płyta Proletaryatu zatytułowana Prawda, na której znalazło się 10 nowych kompozycji. Do dwóch utworów – „Ból” i „Ruchomy cel”, zespół nagrał teledyski. W grudniu tego samego roku została wydana gra komputerowa Music Master Chopin, do której Proletaryat nagrał anglojęzyczny utwór zatytułowany „Time to Rise”. Zgodnie z wizją gry, był on zainspirowany twórczością Fryderyka Chopina.
13 kwietnia 2015 roku nakładem Agencji Artystycznej MTJ ukazał się album zespołu zatytułowany Oko za oko. Płytę promował singel „Nie wyrażam zgody”.

## Muzycy
| Obecny skład - Tomasz „Oley” Olejnik – śpiew (od 1987) - Dariusz „Kacper” Kacprzak – gitara basowa (od 1987) - Wiktor Daraszkiewicz – gitara (2008-2020; 2021-obecnie) - Robert „Mały” Hajduk – perkusja (od 1996) |  | Byli członkowie - Jarosław „Siemion” Siemienowicz – gitara (1987–2006) - Zbigniew „Mały” Marczyński – perkusja (1987–1991) - Piotr „Zwierz” Pniak – perkusja (1991–1995, 1996) - Ireneusz „Zuba” Zugaj – gitara (1997–2003) - Robert Szymański – perkusja (1987, 1995–1996) - Piotr Zalewski – gitara (1995–1996) - Konrad „Wołowina” Jeremus – gitara (2006–2008) |

## Dyskografia
| 1989                           | Revolt - Data: 1989 - Wydawca: RIT                                  | –  |               |
| 1990                           | Proletariat - Data: 1990 - Wydawca: Arston                          | –  |               |
| 1991                           | Proletaryat - Data: 1991 - Wydawca: Polskie Nagrania Muza           | –  |               |
| 1993                           | Czarne Szeregi - Data: 1993 - Wydawca: Eska                         | –  |               |
| 1994                           | IV - Data: 1994 - Wydawca: Izabelin Studio                          | –  | - złota płyta |
| 1996                           | Zuum - Data: 1996 - Wydawca: Polygram Polska                        | –  |               |
| 1999                           | Made in U.S.A. - Data: 1999 - Wydawca: Epic Records                 | –  |               |
| 2006                           | ReC - Data: 27 lutego 2006 - Wydawca: My Music                      | 31 |               |
| 2006                           | Recycling - Data: 18 grudnia 2006 - Wydawca: Metal Mind Productions | –  |               |
| 2010                           | Prawda - Data: 24 września 2010 - Wydawca: Universal Music Polska   | 40 |               |
| 2015                           | Oko za oko - Data: 13 kwietnia 2015 - Wydawca: MTJ                  | –  |               |
| 2023                           | Ząb za ząb - Data: 17 marca 2023 - Wydawca: Menago                  | 9  |               |
| „–” pozycja nie była notowana. |                                                                     |    |               |

| Rok  | Tytuł                                                          | Źródło |
| ---- | -------------------------------------------------------------- | ------ |
| 1993 | Proletaryat in Concert - Data: 1993 - Wydawca: Izabelin Studio | [ 4 ]  |
| 1994 | Tour 1993 - Data: 1994 - Wydawca: Tres                         | [ 4 ]  |

| Rok  | Tytuł                                           | Źródło |
| ---- | ----------------------------------------------- | ------ |
| 1997 | The Best of... - Data: 1997 - Wydawca: PolyGram | [ 14 ] |

| Rok  | Tytuł                                                                     | Utwór                   | Źródło |
| ---- | ------------------------------------------------------------------------- | ----------------------- | ------ |
| 1999 | Poniedziałek (ścieżka dźwiękowa) - Data: 1999 - Wydawca: EMI Music Poland | - Proletaryat – „Burza” | [ 15 ] |

| 1991                           | „Pokój z kulą w głowie” | 5  | –  | –  | Proletaryat    |
| 1994                           | „Przemijanie”           | 26 | –  | 20 | IV             |
| 1995                           | „Do góry”               | –  | 4  | –  | IV             |
| 1995                           | „Jak ptak”              | –  | 27 | –  | IV             |
| 1995                           | „Nie masz nic”          | –  | 14 | –  | IV             |
| 1996                           | „Twarzą w twarz”        | –  | 33 | –  | Zuum           |
| 1999                           | „To znowu my”           | 40 | –  | –  | Made in U.S.A. |
| 2010                           | „Ból”                   | 44 | –  | –  | Prawda         |
| „–” pozycja nie była notowana. |                         |    |    |    |                |